# Олимпијски канал
Олимпијски канал (енгл. Olympic Channel) је олимпијски тв сервис преко интернета у власништву Међународног олимпијског комитета. Пуштен је у рад 21. августа 2016. године по завршетку церемоније затварања Летњих олимпијских игара 2016. Овај канал има за циљ да одржи дугогодишњи интерес светске публике за Олимпијски покрет, приказујући олимпијске спортисте и такмичења изван Игара.

## Циљ
Примарни циљ ове услуге је очување интереса за олимпијске спортове током периода између Летњих и Зимских олимпијских игара, нарочито међу млађом публиком. То ће обухватити приказивање такмичења у олимпијском спорту, као и кратке и дугометражне програме са фокусом на олимпијске спортисте. Канал је тренутно на енглеском језику  нуди титлове на девет различитих језика. Јанис Ексархос, извршни директор Олимпијског ТВ сервива и Главни извршни директор Олимпијског радиодифузног сервиса, изјавио је да се садржај ТВ сервиса фокусира искључиво на причама спортиста, тврдећи да "морамо преузети неке ризике и боље је сада ризиковати јер смо јачи него што смо икада били."

## Историја
Председник МОКа Томас Бах, који је предложио концепт олимпијског канала још 1994. године, изјавио је том приликом да је покретање Олимпијског канала "почетак новог узбудљивог путовања који повезује светску публику током целе године. Љубитељи спорта ће моћи да прате спорт, спортисте и приче са Олимпијских игара. Овај канал има за циљ да нас инспирише и да допре до нове генерације спортиста и навијача". Седиште Тв сервиса је смештено у Мадриду и има седмогодишњи буџет од 600 милиона долара. Поред приказивања на међународном нивоу, МОК је сугерисао да постоје планови у виду сарадње са националним олимпијским комитетима и носиоцима локалним права на формирању локалних верзија канала. Платформу преноса обезбеђује Плејмејкер Медија, подружница Ен-Би-Си Спорт Групе (NBC Sports Group).